# Shannon Collis
Shannon Collis (Lawrence, Kansas, 25 de abril de 1986) es una actriz norteamericana. Empezó su carrera apareciendo en series de televisión como Oliver Beene y The O'Keefes y el largometraje Inherent Vice. Su papel más conocido es el de Lindsey Adams en el programa El mundo salvaje de Darcy.